# Ingemar Odlander
Hertur Roland Ingemar Odlander, född 29 februari 1936 i Hästveda, död 19 juli 2014 i Mellösa församling, var en svensk journalist.

## Biografi
Efter socionomexamen började Odlander 1961 på Sveriges Radios Ekoredaktion. Mellan 1964 och 1966 arbetade Odlander för Swedish Information Service i New York. Han återvände sedan till Ekoredaktionen och arbetade från 1968 på Aktuellt. När Rapport började sända 1969 började han arbeta där som inrikeschef och var Rapports första nyhetsankare. År 1973 blev Odlander Rapports utrikeschef. Mellan 1975 och 1978 var Odlander Sveriges Televisions och Sveriges Radios förste korrespondent i Afrika med placering i Nairobi i Kenya.
Efter återkomsten till Sverige fortsatte Odlander som Rapports nyhetschef och politiske kommentator. Odlander blev också programledare för Magasinet, som var en avknoppning från Rapport-redaktionen med fördjupande reportage. Mellan 1982 och 1988 var Odlander Rapports redaktionschef. Han var anställd på Sveriges Television fram till 1996.
Odlander har varit ordförande i Föreningen Riksdagsjournalisterna och Publicistklubben. Efter 1990 brukade han gården Bjursätter i Södermanland. Han har varit ordförande i Sörmlands Köttproducentklubb mellan 2000 och 2002 samt var från 2001 styrelseordförande i Sörmlandsturism AB. 
Ingemar Odlander avled efter en fallolycka i en trappa. Från 1978 till sin död var Odlander gift med journalisten Christina Jutterström.  Ingemar Odlander är begravd på Uppsala gamla kyrkogård. Han hade fyra barn, bland andra Jens Odlander och Johanna Odlander.